# Courtella bekiliensis
Courtella bekiliensis är en stekelart som först beskrevs av Jean Risbec 1956.  Courtella bekiliensis ingår i släktet Courtella och familjen fikonsteklar. Inga underarter finns listade i Catalogue of Life.